# Мтирала
Мтирала (Цискара, груз. მტირალა) — гора в грузинском регионе Аджария, в западной части Малого Кавказа. Гора находится на территории национального парка Мтирала.